# Hugo von Pohl

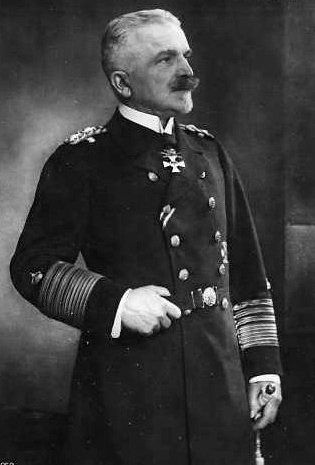
Hugo von Pohl.

Hugo von Pohl, född den 2 augusti 1855 i Breslau, död den 23 februari 1916 i Berlin, var en tysk marinofficer.
von Pohl blev den 18 april 1872 kadett i den kejserliga marinen. Efter grundutbildningen till lands och på briggen SMS Rover genomgick marinskolan i Kiel. Med viceamirals rang var han från 1910 till 1912 chef för första marineskadern, från 1 april 1913 var han chef för amiralstaben.
Redan vid utbrottet av första världskriget krävde von Pohl angrepp med tyska ubåtar på utländska handelsskepp. Den 9 januari 1915 gick han åter en gång in för en skärpning av sjökriget och att undervattensbåterna skulle släppas löss mot handelsskepp. Efter slaget vid Doggers bankar (24 januari 1915) blev Pohl den 2 februari 1915 som efterträdare till amiral Friedrich von Ingenohl chef för den tyska högsjöflottan.
Den 4 februari 1915 undertecknade han ordern om oinskränkt ubåtskrig, vareftet alla utländska skepp innanför spärrzonen runt Storbritannien och Irland kunde sänkas utan förvarning. Ordern trädde i kraft den 18 februari samma år. Emellertid bestod ubåtsflottan vid den tiden inte av mer än 23 insatsberedda båtar.
Kort tid efteråt blev Pohl allvarligt sjuk, och redan den 23 januari 1916 blev han avlöst av viceamiral Reinhard Scheer som chef för högsjöflottan. Han blev försatt i disponibilitet den 24 januari samma år och samtidigt à la suite i sjöofficerskåren. Knappt en månad senare dog han i en ålder av sextio år.